# 萨利吉勒干南库勒
萨利吉勒干南库勒（Salikyila Genzhi Tso；亦作）是一個鹼性湖，位於中华人民共和国新疆维吾尔自治区和田地区與印度有領土爭議的阿克赛钦。面积约为70.8平方千米，属于蒙新高原区。它的一级流域为内流区诸河，二级流域为藏北内流区。

## 位置

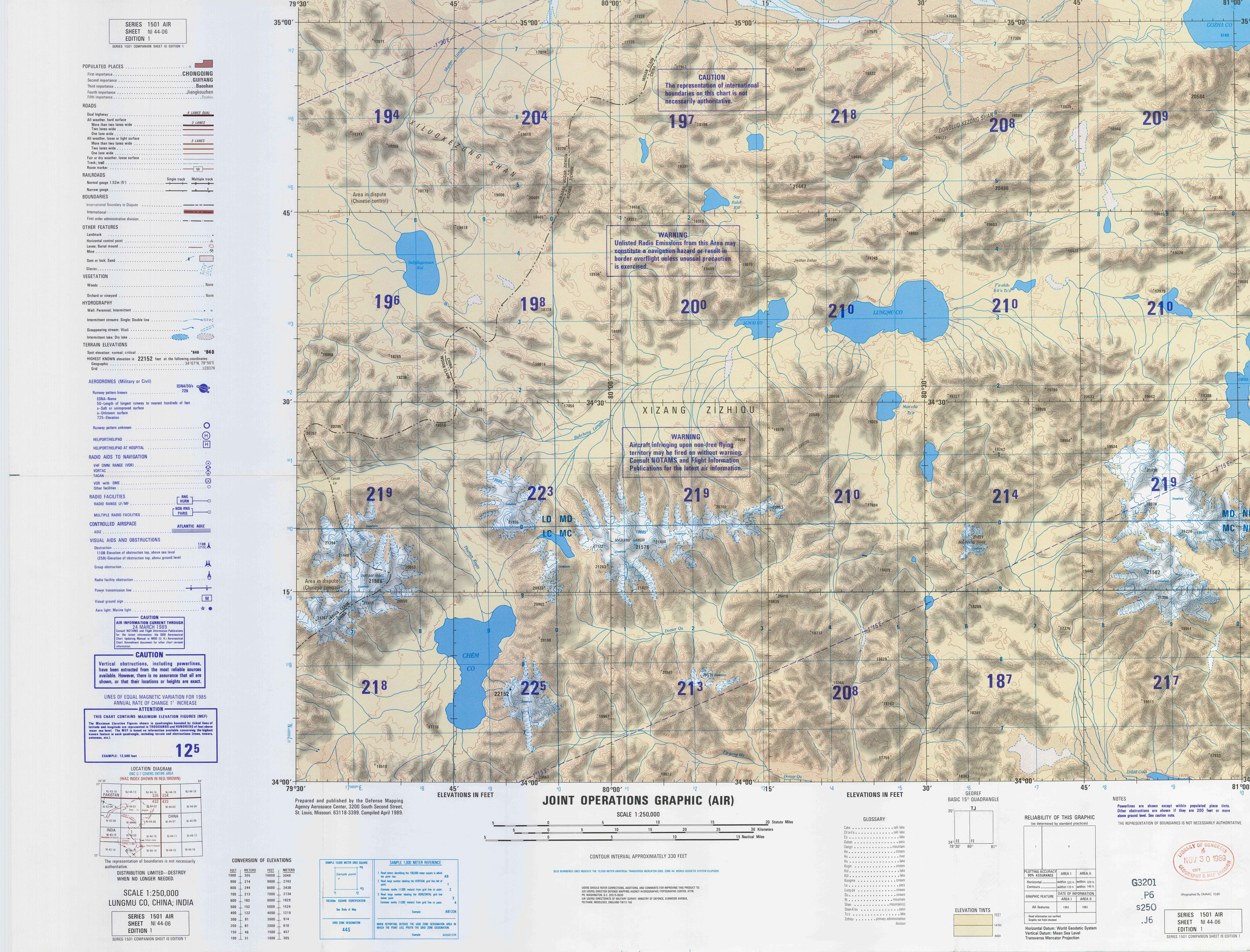
包括薩利吉勒干南庫勒湖(Salijilegannan Kol)的地圖 (DMA, 1989年)

萨利吉勒干南库勒位處於林济塘谷地的東南部，能夠透過一條貫穿松木希错北岸的未鋪路到達。這條路起始於219国道位於35°38′46.34″N 80°18′33.85″E的位置。

## 歷史
在1950年代中印边境战争發生之前，印度曾經在本湖及另外兩個同樣位於阿克賽欽的湖中採鹽，探討在這些湖中開發工業採鹽業在經濟上是否划算。結果發現只有在阿克赛钦湖採鹽是經濟上可行的。
阿克賽欽易手後，採鹽活動停止了。